# Aloys von Kaunitz-Rietberg

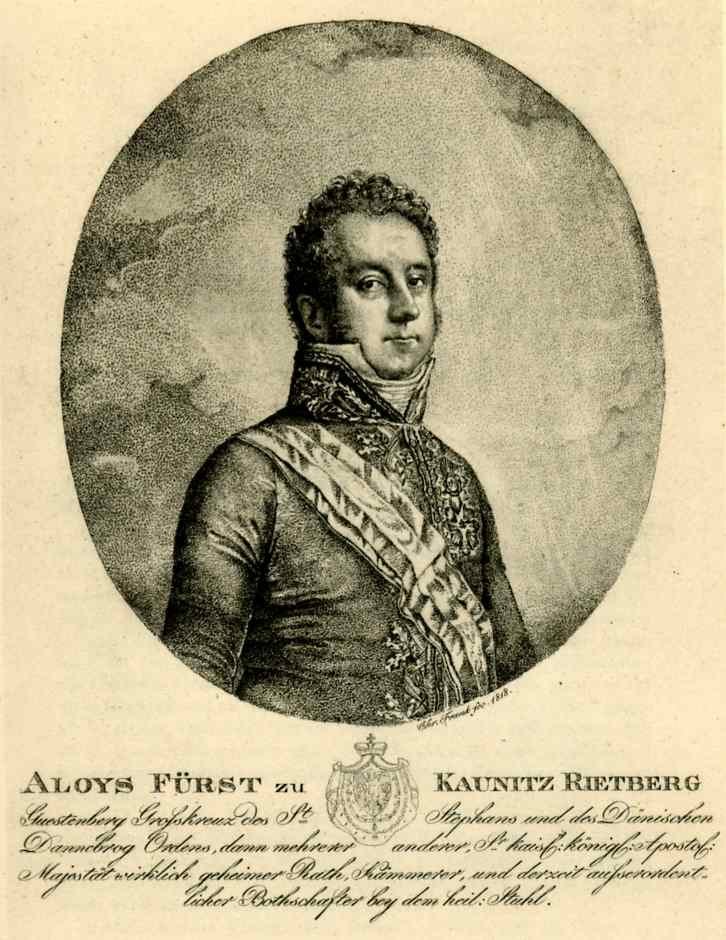
Aloys von Kaunitz-Rietberg als Gesandter in Rom um 1818

Aloys Wenzel Fürst von Kaunitz-Rietberg (* 19. Juni 1774 in Wien; † 15. November 1848 in Paris) war ein deutscher Standesherr und österreichischer Diplomat. Er war der letzte Graf von Rietberg. 1822 wurde ihm wegen „Schändung, Notzucht und Kuppelei [von Minderjährigen] in vielen Fällen“ der Prozess gemacht.

## Leben

### Familie, diplomatischer Dienst
Von Kaunitz war Sohn des Dominik Andreas von Kaunitz-Rietberg-Questenberg und der Bernardine (geb. Gräfin von Plettenberg-Wittem). Seine Cousine Maria Eleonore von Kaunitz-Rietberg (1775–1825) war die erste Frau von Klemens Wenzel Lothar von Metternich.

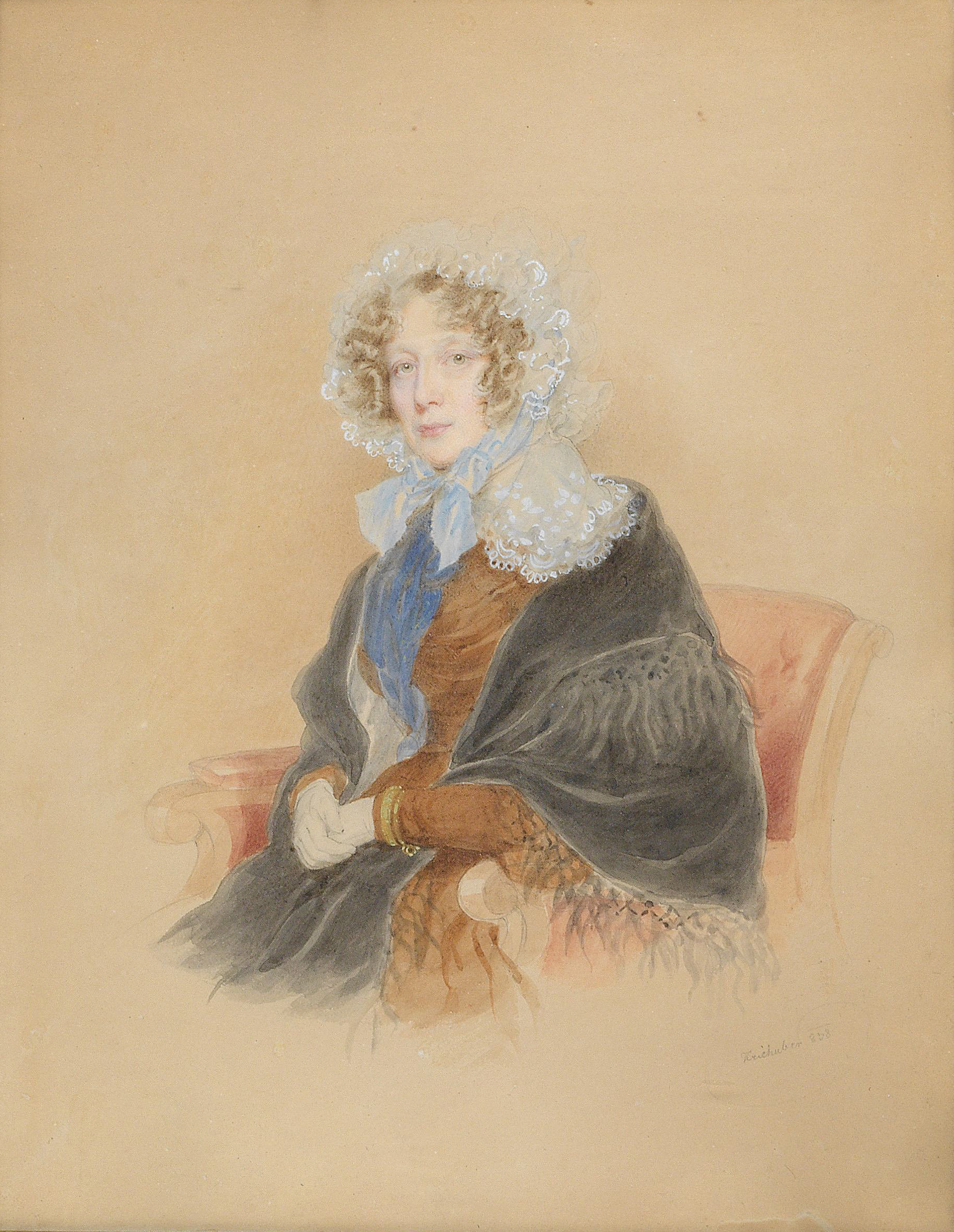
Josef Kriehuber: Fürstin Franziska von Kaunitz-Rietberg, geb. Gräfin Ungnad von Weissenwolf, 1832

Im Jahr 1795 wurde er Mitglied des Reichshofrates. Bald darauf trat er in den diplomatischen Dienst ein. 1798 heiratete er Franziska Gräfin Ungnad von Weissenwolf. Aus der Ehe gingen vier Töchter hervor. Das Ehepaar lebte später getrennt. Von Kaunitz war Gesandter zunächst in Dresden, dann Kopenhagen (1801 bis 1804) und Neapel (1805 bis 1807).
Nach dem Tod seines Vaters erbte er 1812 dessen Besitz und Vermögen. Unmittelbar danach verkaufte er die Herrschaft Petschau, die sein Vater aus dem Questenbergischen Vermögen geerbt hatte. Die seit 1806/07 dem Königreich Westphalen zugeschlagene Grafschaft Rietberg fiel im Zuge des Wiener Kongresses an Preußen. Als Standesherr behielt er einige Vorrechte wie einen Sitz im Provinziallandtag der Provinz Westfalen. So hatte er erneut die Gerichtsbarkeit in der Grafschaft inne. Er begann aber, seinen Besitz um Rietberg zu verpachten. Die seit der frühen Neuzeit ebenfalls Ansprüche auf Rietberg erhebende Familie Liechtenstein meldete ihre Ansprüche an.
Die Schauspielerin Katharina Ennöckl war von 1808 bis 1813 als Vorleserin bei von Kaunitz beschäftigt. Sie kündigte ihre Stelle, als Kaunitz von ihr sexuelle Dienste verlangte, wie aus den späteren Prozessakten von 1822 hervorgeht. Von 1815 bis 1817 war von Kaunitz Gesandter in Madrid. Er erhielt den St. Stephansorden und war von 1817 bis 1820 Gesandter beim Heiligen Stuhl in Rom.

### Prozess wegen „Schändung, Notzucht und Kuppelei“
Im Juli 1822 wurde Kaunitz in seinem Palais in der Dorotheergasse verhaftet und vor Gericht gestellt. Laut Anklage die auf „Schändung, Notzucht und Kuppelei in vielen Fällen lautete“, soll er mehr als 200 minderjährige Mädchen missbraucht haben. Er wurde im Hofmarschallzimmer des Polizeihauses, von einem Polizeidiener bewacht, gefangen gehalten. Bald nach der Verhaftung brachte der Ehegatte seiner Cousine, Fürst Metternich, Antrag auf Haftentlassung und weiterer Untersuchung auf freiem Fuße ein. Der Kaiser selbst entschied das Hausarrestsgesuch des Fürsten positiv, wies die Behörden aber an, bei der Verhandlung nach dem Gesetz zu handeln.
Der Prozess dauerte vom 8. Juni bis zum 10. September 1822. Kaunitz sagte zwar Kooperation zu, betonte aber seinen hohen Rang und reklamierte die Unbrauchbarkeit der Aussagen der als Zeugen auftretenden Missbrauchsopfer, sie seien „niederer Herkunft“. Das Kinderballett von Friedrich Horschelt, aus dem er viele der Mädchen geholt und auch an andere Täter weitergereicht hatte, wurde aufgelöst. Kaunitz wurde durch den Kaiser vom Hof und aus Wien auf seine Güter nach Mähren verbannt. Der Prozessakt war ein Jahrhundert lang gesperrt.

### Letzte Jahre
Im gleichen Jahr verkaufte von Kaunitz die gräflichen Güter mit den gutsherrlichen Rechten an den Rittergutsbesitzer Friedrich Ludwig Tenge. Von Kaunitz starb 1848 in Paris.

## Letzter Graf von Rietberg
Von Kaunitz war der letzte Graf von Rietberg. Mit dem Verkauf der Güter waren die Hoheits- und Gerichtsrechte nicht verbunden. Diese wurden vom preußischen Staat übernommen und fielen nach dem Tod des Fürsten auch rechtlich an diesen. Die liechtensteinischen Ansprüche wurden 1834 vom preußischen Ministerium des Äußeren endgültig abgewiesen. Der Titel verblieb jedoch beim Haus Liechtenstein, so dass der Fürst zu Liechtenstein seitdem den Titel Graf zu Rietberg trägt.